# Seferihisar-Talsperre
Die Seferihisar-Talsperre (türkisch Seferihisar Barajı) ist eine Talsperre am Yassı Çayı, einem Zufluss des Ägäischen Meeres, in der Provinz İzmir im Nordwesten der Türkei.
Die Seferihisar-Talsperre befindet sich 6 km östlich der Stadt Seferihisar im Hinterland der Küste.
Sie wurde in den Jahren 1987–1994 zur Bewässerung einer Fläche von 1200 ha errichtet.
Das Absperrbauwerk ist ein 54 m hoher Erd-Stein-Schüttdamm.
Das Dammvolumen beträgt 1,5 Mio. m³. 
Der Stausee bedeckt bei Normalstau eine Fläche von 80 ha. Der Speicherraum beträgt 29,1 Mio. m³.